# HMY Britannia (1954)
El HMY Britannia fue yate de Estado o de representación perteneciente a la Corona británica y que tras ser dado de baja tras 43 años de servicio, fue destinado en 1997 por orden de la reina Isabel II como barco museo en Leith (Escocia).

## Historia

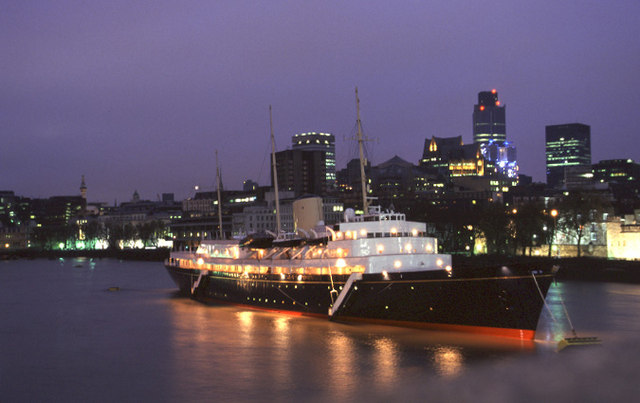
En Londres, año 1997.

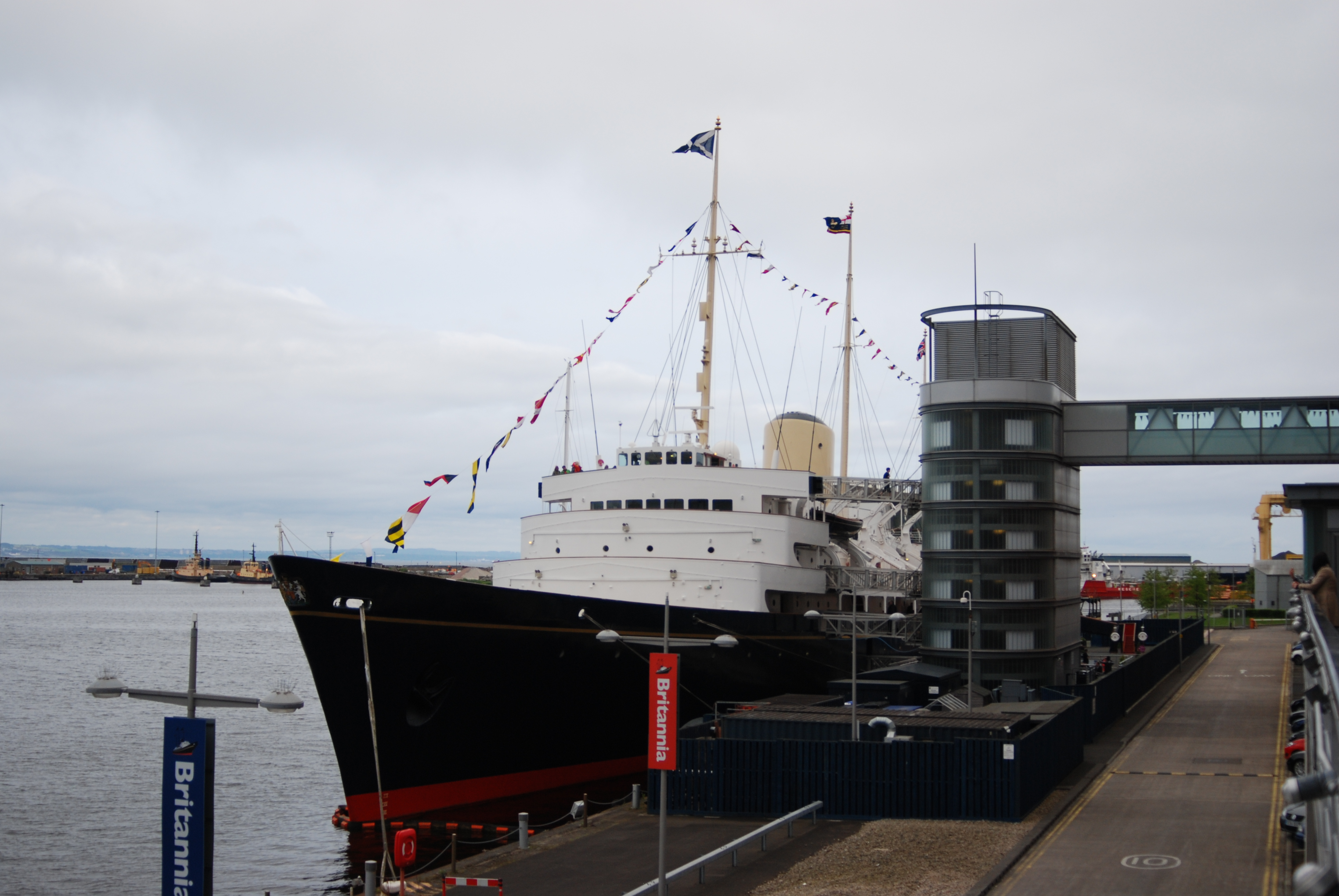
El HMY Britannia es el antiguo yate real de la monarquía británica, ahora se conserva en Edimburgo como buque museo.

El yate se construyó para reemplazar al antiguo HMY Victoria and Albert III, desguazado tras cincuenta años de servicio. El proyecto para construir el Britannia fue concebido en 1938, cuando el Almirantazgo decidió reemplazar al Victoria and Albert III. Debido a ello, el gobierno realizó una licitación, en la que se invitó a los principales constructores de este tipo de embarcaciones para presentar sus propuestas; sin embargo, el comienzo de la Segunda Guerra Mundial truncó el proyecto.
Terminada la guerra, el proyecto fue retomado en 1951, cuando la economía británica se había recuperado del conflicto, a lo que la Corona solicitó que, además, el yate pudiera ser reconvertido en barco hospital en caso de un nuevo conflicto. Los bosquejos de los planos de 1938 se modificaron ante la nueva exigencia y, a petición de los reyes Jorge VI e Isabel, el tamaño del barco fue reducido. Los planos fueron revisados constantemente por la Corona en la búsqueda de la economía pero sin llegar a comprometer la funcionalidad del buque como una embarcación de categoría real, así como de un hospital en caso necesario, y que además pudiera ser transoceánico en todo tipo de climas y latitudes. 
La licitación fue ganada finalmente en febrero de 1952 por los astilleros John Brown & Co. Ltd. de Clydebank (Escocia).
El Britannia fue finalmente diseñado como un buque moderno pero con un toque neoclásico a solicitud de la pareja real. La quilla fue puesta en grada en junio de 1952, cuatro meses después de la muerte de Jorge VI. El yate, propulsado por turbinas de vapor y equipado con un bulbo en la proa, fue botado por la reina Isabel II el 16 de abril de 1953, casi dos meses antes de la coronación de la nueva monarca. 
Para reducir la cavitación de las hélices, se le dotó de propelas de cuatro palas. Aun así, cuando el navío alcanzaba los 16 nudos (30 km/h), la cavitación se hizo presente, afectando hasta los aposentos de la reina.
Se le dotó de tres mástiles, en donde el palo mayor era abisagrado en los masteleros superiores para permitir el paso del yate bajo los puentes del Támesis, adicionalmente se le dotó de una terraza trasera con capacidad para recibir un helicóptero en caso de emergencias.
En el pintado del barco, se emplearon 25 toneladas de pintura, que fue renovada en 1959 y en 1987.

### Personalidades a bordo
El Britannia fue utilizado para los viajes de luna de miel de varios miembros de la familia real:
- La princesa Margarita y Antony Armstrong-Jones, en 1960.
- La princesa real Ana y capitán Mark Phillips, en 1973.
- El príncipe Carlos III (príncipe de Gales para ese entonces) y Diana princesa de Gales en 1981.
- El príncipe Andrés, Duque de York y Sarah Ferguson, en 1986.

También ha recibido bordo a personalidades de todo el mundo:
- Los presidentes de EE. UU., Dwight D. Eisenhower, Gerald Ford, Ronald Reagan y Bill Clinton.
- El presidente de México, Miguel de la Madrid en 1983.
- El rey Juan Carlos I de España y la reina Sofía en la visita de la reina Isabel II y el duque de Edimburgo a Barcelona en 1988.
- La reina Margarita II, el príncipe consorte Enrique y la reina madre Ingrid de Dinamarca.
- El sultán Qabus de Omán.
- El rey y la reina de Tonga, Tāufaʻāhau Tupou IV y Halaevalu Mataʻaho ʻAhomeʻe.
- El presidente de la República Federal de Alemania, Walter Scheel.
- El presidente de Emiratos Árabes Unidos, sheikh Zayed bin Sultán Al Nahayan.
- El presidente de Singapur, Wee Kim Wee.
- El rey Olaf V de Noruega, el príncipe heredero Harald y la princesa heredera Sonia, la princesa Astrid y su esposo, Johan Martin Ferner.
- El gobernador general de Papúa Nueva Guinea, sir Tore Lokoloko, y el primer ministro sir Michael Somare.
- El emir Sabah al-Ahmad al-Sabah de Kuwait.
- El rey Jálid bin Abdulaziz de Arabia Saudita.
- El rey Hasán II de Marruecos de Marruecos y su familia.
- La presidenta de Islandia, Vigdís Finnbogadóttir.
- El rey Carlos XVI Gustavo de Suecia y la reina Silvia.
- Uma Thurman Actriz del Servicio Provincial

### Retiro
El 11 de diciembre de 1997, el Britannia fue retirado del servicio, tras recorrer 1 087 623 millas náuticas (2 014 273 km) durante sus 43 años de carrera, habiendo visitado 135 países. Isabel II asistió, junto con otras personalidades, a su retiro del servicio, en Portsmouth (Inglaterra). Desde entonces no ha sido sustituido por otro buque similar. Finalmente fue destinado como barco museo anclado en Leith, cerca de Edimburgo (Escocia).